# Arqueologia cristã
Arqueologia cristã é um ramo da arqueologia que estuda o Cristianismo dos seis primeiros séculos, através da recuperação, documentação e análise de traços materiais remanescentes da Antiguidade Tardia - na arquitetura, nos artefatos, assim como em restos biológicos e humanos - que possam elucidar questões relativas à origem do Cristianismo, à vida dos primeiros cristãos e suas relações com os não cristãos .
Os achados arqueológicos também são utilizados tanto para os estudos pertinentes à reconstrução da figura histórica de Jesus de Nazaré como para as investigações acerca da historicidade de Jesus. Nos sítios arqueológicos, são buscadas, por exemplo, informações que possam confirmar datas, circunstâncias  e outros detalhes acerca de acontecimentos referidos no Novo Testamento.
O campo de arqueologia cristã divide-se em duas vertentes principais, tratadas principalmente nas faculdades de teologia. A primeira, adotada pela Universidade Humboldt de Berlim, refere-se aos edifícios sagrados e à arte cristã, desde o início do cristianismo, na Antiguidade Tardia, até o final da Idade Média. A segunda dedica-se à história Bizantina, até meados do século XV.

## História

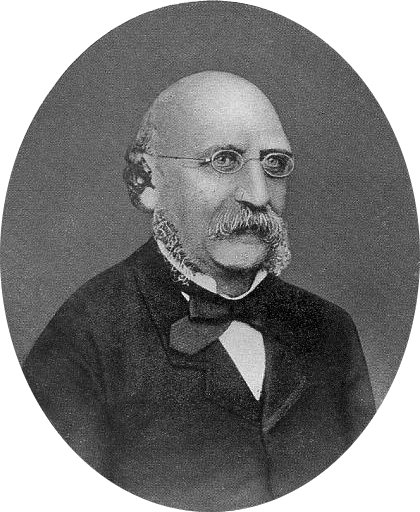
Giovanni Battista de Rossi

A arqueologia cristã começa a se constituir como uma disciplina no início da Renascença, a partir da busca de testemunhos da Antiguidade nas igrejas cristãs de Roma. Os primeiros estudos de  tiveram como objeto as catacumbas cristãs e foram realizados por Pomponio Leto, a partir da fundação da Academia Romana dos Antiquários, no século XV, com objetivos relativamente pouco científicos.
Andrea Fulvio dedicou dois livros aos cemitérios cristãos nas Antiquitates Urbis de 1527, inspirando o frade agostiniano Onofrio Panvinio (1530-1568)  a escrever um pequeno tratado sobre as antiguidades cristãs.

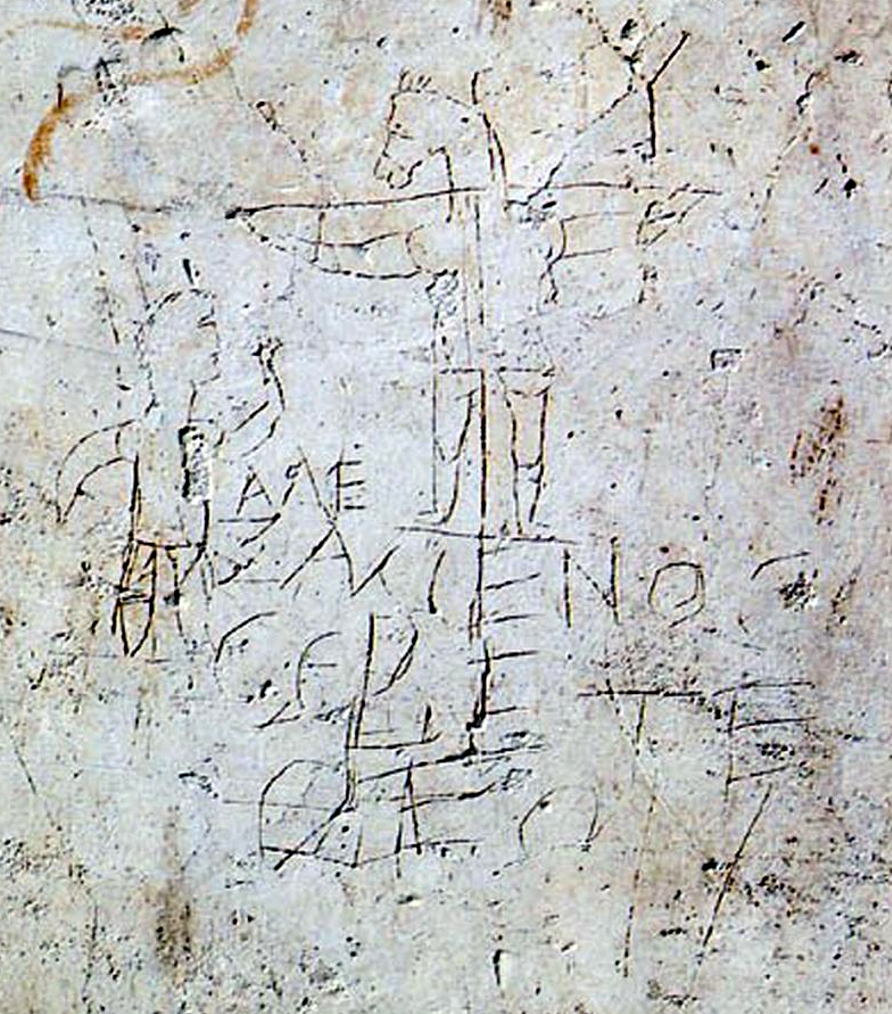
O grafite profano de Alexamenos (século I/III), a mais antiga representação da Crucificação de Jesus.

Em 31 de maio de 1578 é casualmente descoberto em Roma o Cemitério dos Giordani, e renasce o interesse pelo assunto. Ainda no século XVI, por iniciativa de Ciacconio, pseudônimo de Alonso Chacón, e de Filippo de Winghe, são copiadas todas as inscrições e pinturas dos monumentos. Em 1613 Pompeo Ugonio escreve uma Historia delle stationi di Roma che si celebrano la Quadragesima, com várias informações sobre as igrejas e sobre o estado dos monumentos da época. Os estudos sobre a antiguidade cristã se desenvolvem com a obra do cardeal e historiador eclesiástico  Cesare Baronius (1538-1607), em doze volumes, Annales ecclesiastici, e com Antonio Bosio (1575-1660), autor de Martyrologium Romanum ("Martirológio Romano") e  Roma sotterranea ("Roma Subterrânea") . Bosio é considerado "o pai da Arqueologia Cristã" .
Mas a primeira renovação ocorre de fato com o padre Giuseppe Marchi (1795-1860)  e o seu  Monumenti delle arti cristiane primitive, que introduz novos critérios, cientificamente rigorosos. Marchi foi o mestre de Giovanni Battista de Rossi (1822-1894), grande arqueólogo cristão que escreveu  Roma sotterranea cristiana ("Roma subterânea cristã")
 entre 1864 e 1877, as Inscriptiones christianes urbis Romae VII saeculo antiquiores ("Inscrições cristãs da cidade de Roma anteriores ao sétimo século"), em 1861, e criando o Bullettino di Archeologia Cristiana a partir de 1863. Também no século XIX destaca-se Joseph Wilpert, por suas publicações de pinturas e mosaicos.
Já no século XX, o jesuíta italiano Antonio Ferrua aparece como um notável estudioso desta área. A pedido do Papa Pio XII, Ferrua coordenou as escavações no local em que supostamente se encontraria o túmulo de São Pedro.